# Bucle de Wilson
En la teoria quàntica de camps, els bucles de Wilson són operadors invariants de gauge que sorgeixen del transport paral·lel de variables de gauge al voltant de bucles tancats. Codifiquen tota la informació de gauge de la teoria, permetent la construcció de representacions de bucles que descriuen completament les teories de gauge en termes d'aquests bucles. En la teoria pura del gauge juguen el paper d'operadors d'ordre per al confinament, on compleixen el que es coneix com a llei d'àrea. Originalment formulats per Kenneth G. Wilson l'any 1974, es van utilitzar per construir enllaços i plaquetes que són els paràmetres fonamentals en la teoria del calibre de gelosia. Els bucles de Wilson entren a la classe més àmplia d'operadors de bucles, amb alguns altres exemples notables que són els bucles 't Hooft, que són duals magnètics als bucles de Wilson, i els bucles de Polyakov, que són la versió tèrmica dels bucles de Wilson.

Una connexió en un paquet principal amb l'espai-temps separa l'espai tangent en cada punt al llarg de la fibra en un subespai vertical i un subespai horitzontal. Les corbes de l'espai-temps s'eleven a corbes del feix principal els vectors tangents del qual es troben al subespai horitzontal.

## Definició
Per definir correctament els bucles de Wilson en la teoria gauge requereix considerar la formulació del paquet de fibres de les teories gauge. Aquí per a cada punt del {\displaystyle d} -espai -temps dimensional {\displaystyle M} hi ha una còpia del grup d'indicadors {\displaystyle G} formant el que es coneix com a fibra del feix de fibres. Aquests feixos de fibres s'anomenen paquets principals. Localment l'espai resultant sembla {\displaystyle \mathbb {R} ^{d}\times G} tot i que globalment pot tenir alguna estructura retorçada en funció de com s'enganxin les diferents fibres.
El problema que resolen les línies de Wilson és com comparar punts de fibres en dos punts espai-temps diferents. Això és anàleg al transport paral·lel en la relativitat general que compara vectors tangents que viuen als espais tangents en diferents punts. Per als paquets principals hi ha una manera natural de comparar diferents punts de fibra mitjançant la introducció d'una connexió, que és equivalent a la introducció d'un camp de mesura. Això es deu al fet que una connexió és una manera de separar l'espai tangent del paquet principal en dos subespais coneguts com a subespais vertical i horitzontal. El primer consisteix en tots els vectors que apunten al llarg de la fibra {\displaystyle G} mentre que aquest últim està format per vectors que són perpendiculars a la fibra. Això permet comparar els valors de les fibres en diferents punts de l'espai-temps connectant-los amb corbes del feix principal, els vectors tangents del qual viuen sempre en el subespai horitzontal, de manera que la corba sempre és perpendicular a qualsevol fibra donada.
Si la fibra inicial està a coordenades {\displaystyle x_{i}} amb un punt de partida de la identitat {\displaystyle g_{i}=e}, després per veure com canvia això quan es mou a una altra coordenada espai-temps {\displaystyle x_{f}}, cal tenir en compte alguna corba espai-temps {\displaystyle \gamma :[0,1]\rightarrow M} entre {\displaystyle x_{i}} i {\displaystyle x_{f}}. La corba corresponent al paquet principal, coneguda com a elevació horitzontal de {\displaystyle \gamma (t)}, és la corba {\displaystyle {\tilde {\gamma }}(t)} tal que {\displaystyle {\tilde {\gamma }}(0)=g_{i}} i que els seus vectors tangents sempre es troben al subespai horitzontal. La formulació del paquet de fibres de la teoria gauge revela que el camp gauge valorat per àlgebra de Lie {\displaystyle A_{\mu }(x)=A_{\mu }^{a}(x)T^{a}} és equivalent a la connexió que defineix el subespai horitzontal, de manera que això condueix a una equació diferencial per a la sustentació horitzontal
{\displaystyle i{\frac {dg(t)}{dt}}=A_{\mu }(x){\frac {dx^{\mu }}{dt}}g(t).}
Això té una solució formal única anomenada línia de Wilson entre els dos punts
{\displaystyle g_{f}(t_{f})=W[x_{i},x_{f}]={\mathcal {P}}\exp {\bigg (}i\int _{x_{i}}^{x_{f}}A_{\mu }dx^{\mu }{\bigg )},}
on {\displaystyle {\mathcal {P}}} és l'operador d'ordenació de camins, que no és necessari per a les teories abelianes. L'elevació horitzontal que comença en algun punt de fibra inicial diferent de la identitat només requereix la multiplicació per l'element inicial de l'elevació horitzontal original. De manera més general, sosté que si {\displaystyle {\tilde {\gamma }}'(0)={\tilde {\gamma }}(0)g} aleshores {\displaystyle {\tilde {\gamma }}'(t)={\tilde {\gamma }}(t)g} per a tots {\displaystyle t\geq 0}.
Sota una transformació d'ample local {\displaystyle g(x)} la línia de Wilson es transforma com
{\displaystyle W[x_{i},x_{f}]\rightarrow g(x_{f})W[x_{i},x_{f}]g^{-1}(x_{i}).}
Aquesta propietat de transformació de gauge s'utilitza sovint per introduir directament la línia de Wilson en presència de camps de matèria {\displaystyle \phi (x)} transformant-se en la representació fonamental del grup gauge, on la línia de Wilson és un operador que fa la combinació {\displaystyle \phi (x_{i})^{\dagger }W[x_{i},x_{f}]\phi (x_{f})} calibre invariant. Permet la comparació del camp de matèria en diferents punts d'una manera invariant de calibre. Alternativament, les línies de Wilson també es poden introduir afegint una partícula de prova infinitament pesada carregada sota el grup de calibre. La seva càrrega forma un espai Hilbert intern quantificat, que es pot integrar, donant lloc a la línia de Wilson com a línia mundial de la partícula de prova. Això funciona en la teoria quàntica de camps tant si realment hi ha contingut de matèria en la teoria com si no. Tanmateix, la conjectura del pantà coneguda com la conjectura de la completesa afirma que en una teoria coherent de la gravetat quàntica, cada línia de Wilson i la línia 't Hooft d'una càrrega particular coherent amb la condició de quantificació de Dirac han de tenir una partícula corresponent d'aquesta càrrega present a la teoria. Desacoblar aquestes partícules prenent el límit infinit de massa ja no funciona ja que això formaria forats negres.

El rastre de línies de Wilson tancades és una quantitat invariant de calibre coneguda com el bucle de Wilson
| {\displaystyle W[\gamma ]={\text{tr}}{\bigg [}{\mathcal {P}}\exp {\bigg (}i\oint _{\gamma }A_{\mu }dx^{\mu }{\bigg )}{\bigg ]}.} |Matemàticament, el terme dins de la traça es coneix com a holonomia, que descriu un mapeig de la fibra en si mateixa després de l'elevació horitzontal al llarg d'un bucle tancat. El conjunt de totes les holonomies forma un grup, que per als paquets principals ha de ser un subgrup del grup gauge. Els bucles de Wilson compleixen la propietat de reconstrucció on conèixer el conjunt de bucles de Wilson per a tots els bucles possibles permet reconstruir tota la informació invariant de calibre sobre la connexió del calibre. Formalment, el conjunt de tots els bucles de Wilson forma una base sobrecompleta de solucions a la restricció de la llei de Gauss.
El conjunt de totes les línies de Wilson està en correspondència un a un amb les representacions del grup d'indicadors. Això es pot reformular en termes del llenguatge d'àlgebra de Lie utilitzant la xarxa de pes del grup gauge {\displaystyle \Lambda _{w}}. En aquest cas, els tipus de bucles de Wilson estan en correspondència un a un amb {\displaystyle \Lambda _{w}/W} on {\displaystyle W} és el grup Weyl.